# 第1戦車団 (陸上自衛隊)

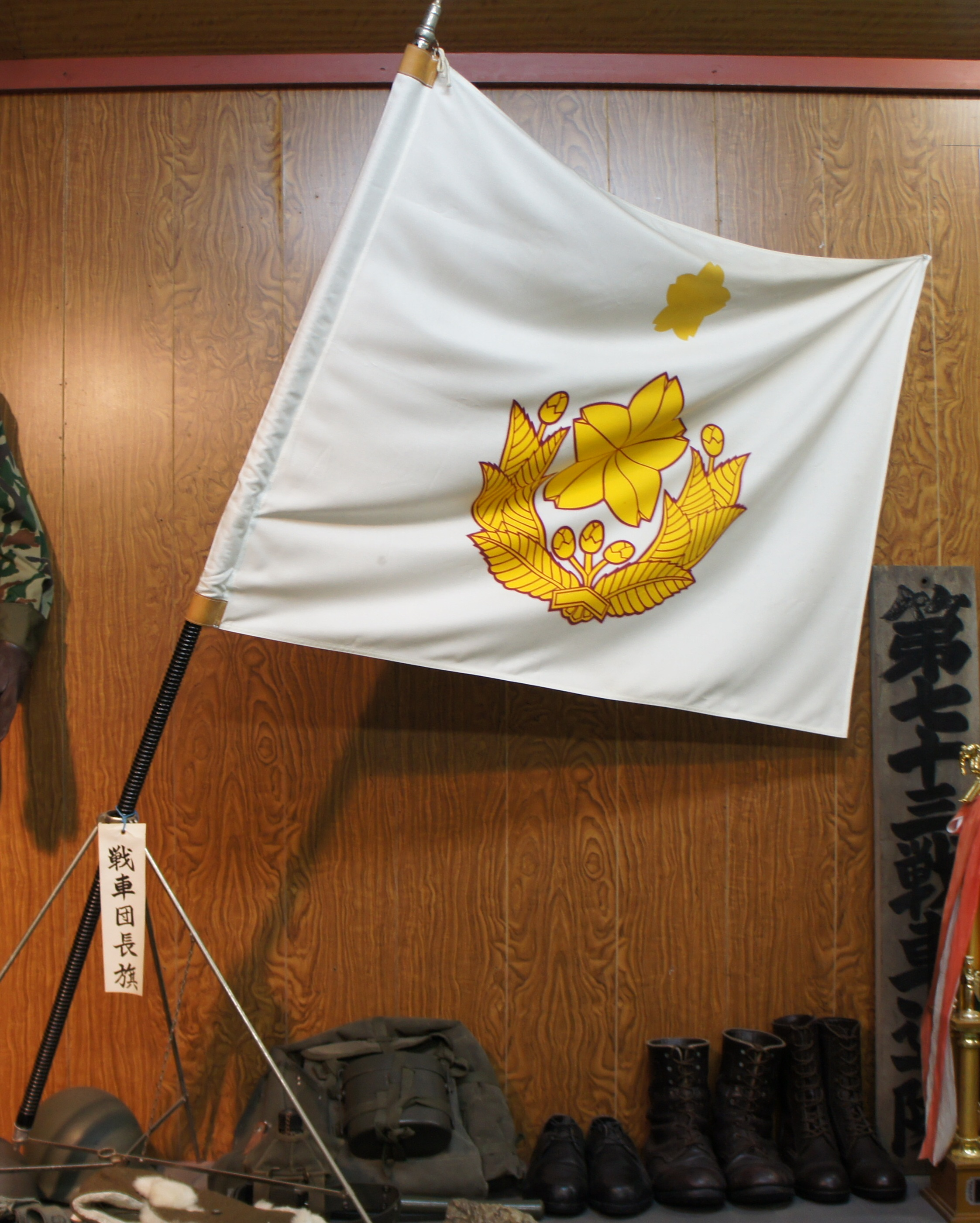
第1戦車団長旗

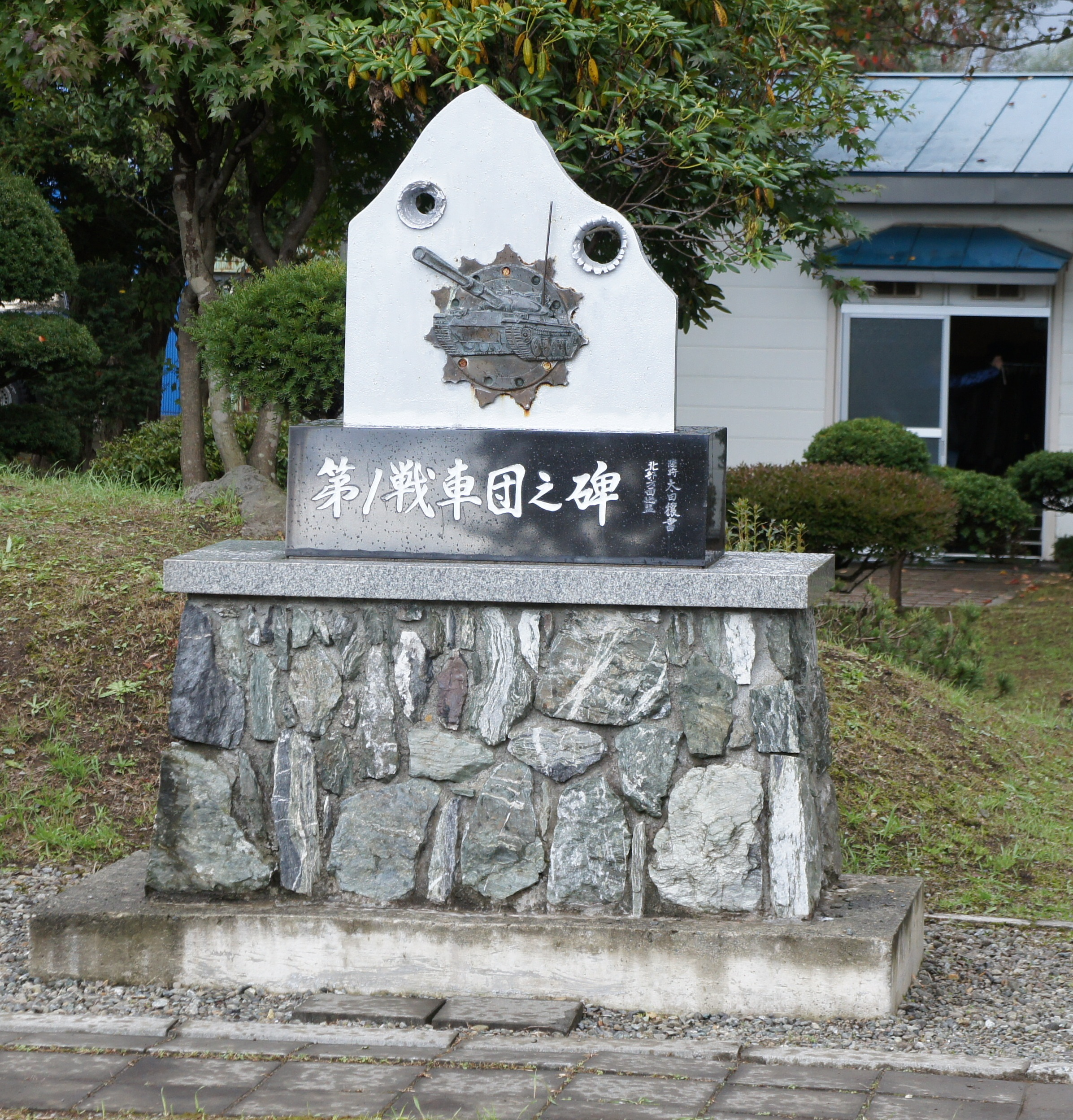
第1戦車団の記念碑

第1戦車団（だいいちせんしゃだん、JGSDF 1st Tank Brigade）は、陸上自衛隊北恵庭駐屯地（北海道恵庭市）に駐屯していた北部方面隊隷下の機甲科（戦車）部隊で第7師団の機甲師団化に伴う改編に伴い1981年（昭和56年）3月25日に廃止された。

## 概要
陸上自衛隊唯一の戦車団であり、戦車の集中配備を行う部隊として3個戦車群を有していた。団長は将補（二）が充てられ、北恵庭駐屯地司令を兼ねていた。戦車団旗は帽章に桜星一つのデザインであった。
前身は1956年（昭和31年）新編の第1特車群であり、第1戦車群を経て、1974年（昭和49年）に第1戦車団に改編された。1974年（昭和49年）時における北部方面隊の戦車部隊は、第1戦車群（当時は3個戦車大隊基幹）の他、各師団に4個戦車中隊を保有する戦車大隊のみであった。冷戦時の状況の中、対ソ連への戦車部隊の管理一元化と、大規模な戦車戦へ備える観点から従来の戦車群を改編し増強、当時第2師団隷下の普通科部隊を装甲車で輸送する任務を付与されていた第102装甲輸送隊を組み込み、団として新編した。第102装甲輸送隊は、普通科部隊の輸送を目的としている。
しかしながら、団独自に戦車部隊を運用し大規模な戦車戦闘が行える利点の反面、戦車戦支援を行うのに重要な普通科部隊が方面直轄に存在しなかった点、近隣の第7師団から第23普通科連隊などの機械化連隊の支援を受けて戦車団検閲などの訓練を行ってきた運用環境、整備や管理等を行う観点から戦車団のあり方に対して陸幕内部で意見が交わされた結果、第1戦車団を廃止し、その装備等をもって機械化師団であった第7師団を機甲師団として改編することとした。そのため第1戦車団は、7年でその幕を下ろすことになる。
廃止後は第1戦車群のみが北部方面総監の戦略予備部隊として直轄し、第2戦車群と第3戦車群は第72戦車連隊、第73戦車連隊へと改編し第7師団の隷下へ、第102装甲輸送隊は第3普通科連隊の装甲車化改編のため廃止となる。
部隊マークは、制定されていなかった。砲塔側面には、日の丸のみで、車体ナンバーの色で各群の色が定められていた（1戦群：赤、2戦群：青、3戦群：黄）。

## 沿革
- 1974年（昭和49年）8月1日：第1戦車群（北恵庭駐屯地）を改編し、北部方面隊の直轄部隊として第1戦車団を北恵庭駐屯地に新編。

1. 第1戦車群隷下の第101戦車大隊（北恵庭駐屯地）を第1戦車群（5個戦車中隊基幹）に改編し編合。
2. 第1戦車群隷下の第103戦車大隊（北恵庭駐屯地）を第2戦車群（5個戦車中隊基幹）に改編し編合。
3. 第1戦車群隷下の第104戦車大隊（北恵庭駐屯地）を第3戦車群（5個戦車中隊基幹）に改編し編合。
4. 第102装甲輸送隊（上富良野駐屯地）を編合。
5. 61式戦車を装備開始。

- 1978年（昭和53年）5月29日：74式戦車を装備開始。
- 1981年（昭和56年）3月25日：第1戦車団（北恵庭駐屯地）が廃止[2]。最後の団長は、井上年弘陸将補。

1. 第1戦車群（北恵庭駐屯地）が北部方面隊に直轄部隊として編合。
2. 第2戦車群（北恵庭駐屯地）が第72戦車連隊に改編され、第7師団に隷属。
3. 第3戦車群（北恵庭駐屯地）が第73戦車連隊に改編され、第7師団に隷属。
4. 第102装甲輸送隊（上富良野駐屯地）が廃止[2]。

## 廃止時の部隊編成
- 第1戦車団本部
- 第1戦車団本部中隊「1戦団-本」
- 第1戦車群
- 第2戦車群
- 第3戦車群
- 第102装甲輸送隊

## 歴代団（群）長
| 代 | 氏名         | 在職期間                                                   | 前職                        | 後職                                  |
| -- | ------------ | ---------------------------------------------------------- | --------------------------- | ------------------------------------- |
| 01 | 塩田鹿三     | 1956年01月25日 - 1959年03月16日                            | 北部方面総監部特車課長      | 陸上自衛隊富士学校機甲科部長          |
| 02 | 越智七五三次 | 1959年03月17日 - 1961年07月31日                            | 陸上幕僚監部第5部機甲科班長 | 陸上自衛隊富士学校機甲科教育部長      |
| 03 | 辛島泰善     | 1961年08月01日 - 1963年07月31日                            | 陸上自衛隊幹部学校研究員    | 陸上幕僚監部第5部機甲科班長           |
| 04 | 奥村勝       | 1963年08月01日 - 1965年07月15日                            | 陸上幕僚監部第5部機甲科班長 | 陸上自衛隊富士学校機甲科教育部長      |
| 05 | 春山清海     | 1965年07月16日 - 1968年03月15日                            | 陸上自衛隊幹部学校研究員    | 陸上自衛隊幹部学校勤務                |
| 06 | 田中賢一     | 1968年03月16日 - 1970年07月15日                            | 第1空挺団副団長             | 第7師団副師団長 兼 東千歳駐とん地司令 |
| 07 | 飯田芳次     | 1970年07月16日 - 1972年07月16日                            | 陸上幕僚監部第5部機甲科班長 | 装備開発実験隊長                      |
| 未 | 石毛俊男     | 1972年07月17日 - 1974年07月31日 ※1974年07月01日 陸将補昇任 | 陸上幕僚監部第5部機甲科班長 | 第1戦車団長 兼 北恵庭駐とん地司令     |

| 代 | 氏名     | 在職期間                                                   | 前職                              | 後職                                                                 |
| -- | -------- | ---------------------------------------------------------- | --------------------------------- | -------------------------------------------------------------------- |
| 01 | 石毛俊男 | 1974年08月01日 - 1975年03月16日                            | 第1戦車群長 兼 北恵庭駐とん地司令 | 陸上幕僚監部付                                                       |
| 02 | 冨沢松司 | 1975年03月17日 - 1977年03月15日                            | 東北方面総監部幕僚副長            | 東部方面総監部幕僚長 兼 市ヶ谷駐とん地司令                           |
| 03 | 村松榮一 | 1977年03月16日 - 1978年06月30日                            | 陸上幕僚監部第3部副部長           | 陸上幕僚監部防衛部長                                                 |
| 04 | 中村守雄 | 1978年07月01日 - 1980年06月30日                            | 中部方面総監部幕僚副長            | 陸上幕僚監部教育訓練部長 （陸将昇任）                                |
| 末 | 井上年弘 | 1980年07月01日 - 1981年03月24日 ※1981年01月01日 陸将補昇任 | 第4師団司令部幕僚長 （1等陸佐）   | 第7師団司令部付 →1981年3月30日 第7師団副師団長 兼 東千歳駐とん地司令 |